# Infinite Moment
| Recensione | Giudizio |
| ---------- | -------- |
| Rumore     | 79/100   |
| Ondarock   |          |

Infinite Moment è un album in studio del musicista svedese The Field del 2018.

## Il disco
Rispetto a quelle degli album del passato, le tracce di Infinite Moment sono più rilassate e positive e «fatte di tempo meno urgenti e suoni meno metallici».
Infinite Moment ha ricevuto giudizi positivi. Andrea Pomini di Rumore dichiara che esso è «luce e conforto contro l'inquietudine, euforia condivisa e apertura verso il mondo». Meno positivo è invece Giuliano Delli Paoli di Ondarock, secondo il quale «non sarà il suo disco migliore, ma Infinite Moment indica la ritrovata quadratura del cerchio di un manipolatore tra i più morbidi ed eternamente sognanti del nostro tempo.»

## Tracce
1. Made Of Steel. Made Of Stone – 11:50
2. Divide Now – 11:09
3. Hear Your Voice – 12:29
4. Something Left, Something Right, Something Wrong – 10:31
5. Who Goes There – 8:52
6. Infinite Moment – 10:24